# Вонга (река)
Вонга — река в России, протекает по Советскому району Ханты-Мансийского АО. Устье реки находится в 212 км по левому берегу реки Малая Сосьва. Длина реки составляет 11 км. Левый приток — Малая Вонга.

## Данные водного реестра
По данным государственного водного реестра России относится к Нижнеобскому бассейновому округу, водохозяйственный участок реки — Северная Сосьва, речной подбассейн реки — Северная Сосьва. Речной бассейн реки — (Нижняя) Обь от впадения Иртыша.
Код объекта в государственном водном реестре — 15020200112115300028596.